# Quadrella lindeniana
Quadrella lindeniana är en kaprisväxtart som beskrevs av Cornejo och Iltis. Quadrella lindeniana ingår i släktet Quadrella och familjen kaprisväxter. Inga underarter finns listade i Catalogue of Life.